# Pontioceramus
Pontioceramus is een geslacht van zeesterren uit de familie Goniasteridae.				

## Soort
- Pontioceramus grandis Fisher, 1911